# Arauco (provins)
Arauco är en provins i Chile.   Den ligger i regionen Biobío, i den södra delen av landet, 500 km sydväst om huvudstaden Santiago de Chile. Antalet invånare är 157 052. Arean är 5 643 kvadratkilometer.
Terrängen i Provincia de Arauco är varierad.
Provincia de Arauco delas in i:

- Arauco
- Cañete
- Contulmo
- Curanilahue
- Lebu
- Los Alamos
- Tirúa

I omgivningarna runt Provincia de Arauco växer i huvudsak städsegrön lövskog. Runt Provincia de Arauco är det ganska tätbefolkat, med 58 invånare per kvadratkilometer.